# FK Sloboda Point Sevojno 2011-2012
Questa voce raccoglie le informazioni riguardanti il FK Sloboda Point Sevojno nelle competizioni ufficiali della stagione 2011-2012.

## Stagione

### Rosa
| N. |                                 | Ruolo | Calciatore          |
| -- | ------------------------------- | ----- | ------------------- |
| 1  | Montenegro (bandiera)           | P     | Darko Božović       |
| 2  | Serbia (bandiera)               | D     | Jovica Vasilić      |
| 3  | Ghana (bandiera)                | C     | Francis Bossman     |
| 4  | Serbia (bandiera)               | D     | Nikola Maksimović   |
| 5  | Bosnia ed Erzegovina (bandiera) | D     | Jovan Vujanić       |
| 6  | Macedonia del Nord (bandiera)   | D     | Ǵorǵi Tanušev       |
| 7  | Bosnia ed Erzegovina (bandiera) | D     | Slavko Marić        |
| 8  | Serbia (bandiera)               | C     | Vojislav Vranjković |
| 9  | Montenegro (bandiera)           | A     | Filip Kasalica      |
| 10 | Serbia (bandiera)               | C     | Njegoš Goločevac    |
| 11 | Serbia (bandiera)               | A     | Marko Memedović     |
| 12 | Serbia (bandiera)               | P     | Bojan Šejić         |

| N. |                    | Ruolo | Calciatore            |
| -- | ------------------ | ----- | --------------------- |
| 13 | Serbia (bandiera)  | C     | Aleksandar Pejović    |
| 14 | Serbia (bandiera)  | D     | Đuro Stevančević      |
| 15 | Serbia (bandiera)  | D     | Aleksandar Gojković   |
| 16 | Serbia (bandiera)  | C     | Stojan Pilipović      |
| 17 | Serbia (bandiera)  | D     | Bogdan Planić         |
| 20 | Brasile (bandiera) | A     | Tiago Galvão da Silva |
| 21 | Serbia (bandiera)  | C     | Nebojša Prtenjak      |
| 23 | Serbia (bandiera)  | A     | Savo Kovačević        |
| 25 | Serbia (bandiera)  | C     | Nikola Tasić          |
| 33 | Serbia (bandiera)  | C     | Lazar Jovanović       |
| 44 | Liberia (bandiera) | D     | Omega Roberts         |
| 55 | Serbia (bandiera)  | D     | Slavko Ćulibrk        |